# 徐遠 (明朝)
徐远，字届甫，浙江嘉興府嘉善縣人。明末政治人物，崇禎末科進士，授中書舍人。入清不仕，隱居山林。

## 生平
崇禎十五年（1642年）壬午科浙江鄉試第三十名舉人，崇祯十六年（1643年）聯捷癸未科进士。任中书舍人。明亡，葛巾野服，三十八年不改。卒年七十八。

## 著作
著有《遥集编》三卷。
- 《踏莎行》[3]

零雨初收，金波乍转，捣衣双袖临风卷。银床玉簟陡生凉，迟眠且扑流萤扇。
草绿长门，荷残别院，如丝情绪如云乱。无端蟋蟀响西堂，井梧叶叶关心颤。